# Renfield (film)
Renfield är en amerikansk skräckfilm från 2023. Filmen är regisserad av Chris McKay efter ett manus skrivet av Ryan Ridley, och baserad på en originalidé av Robert Kirkman med karaktärer från Bram Stokers roman Dracula från 1897. Filmens huvudroller spelas av Nicholas Hoult som Renfield och Nicolas Cage som greve Dracula.
Filmen hade biopremiär i Sverige den 12 april 2023, utgiven av Universal Pictures.

## Handling
Filmen utspelar sig i moderna New Orleans  och kretsar kring Greve Draculas följeslagare R.M. Renfield som när han förälskar sig i trafikpolisen Rebecca Quincy bestämmer sig för att stå upp mot sin skapare.

## Rollista (i urval)
- Nicholas Hoult – R. M. Renfield
- Nicolas Cage – Greve Dracula
- Awkwafina – Rebecca Quincy
- Ben Schwartz – Teddy Lobo
- Adrian Martinez – Chris Marcos
- Shohreh Aghdashloo – Ella
- Bess Rous – Caitlyn
- James Moses Black – Captain J. Browning.
- Caroline Williams – Vanessa
- Brandon Scott Jones – Mark
- Miles Doleac